# 平川綾真智
平川 綾真智（ひらかわ あやまち、1979年7月9日 - ）は日本の詩人。鹿児島県鹿児島市出身。熊本大学文学部地域科学科社会学卒業。2000年代からのweb上での詩の潮流をリードする一人。詩誌『歴程』所属。「poetry interface」主催者の一人。「シュルレアリスムと音楽」の数少ない研究者としても知られている。

## 人物
1996年、鹿児島県立鶴丸高等学校退学後、杢田瑛二に師事。「私は詩人ではないだろうから詩はすぐに書けなくなる」と杢田にいつも話しており、それを理由に詩学新人を２回断っている。
1999年、ニュースJAPANにおいて特集。詩作の現場や大検受検の模様が放送された。
2000年、熊本大学入学と共に小説家の福島次郎と親交を持つようになり、後に詩誌『詩と眞實』同人となる。この頃から詩誌での活動と並行し、パソコン通信時代から利用していたインターネット上でも詩を発表。
2002年、第一詩集『市内二丁目のアパートで』を発表。2006年から始まる商業詩誌の休刊や廃刊に伴い、webでの活動が注目されるようになり、web上での詩の潮流をリード。
2009年、第二詩集『202.』が多くのメディアに取り上げられ、独特な句読点などオリジナルな表現スタイルで評価を得る。
2015年、国民文化祭「現代詩の祭典」にて選者。同年「シュルレアリスムと音楽」の研究論考を発表し始める。この研究論考は、三つの詩誌をまたいで長期連載となっている。アンソロジー詩集『現代詩100周年』（TOLTA)の中で、日本を代表する現代詩人100人の一人に選出。
2016年、熊本地震被災をきっかけに表現スタイルが大きく変化していく。大学時代から始めた声楽を活かし、熊本地震復興祈念コンサートに出演。
朗読の舞台でも活動を始め2017年には日本初のオンライン・ポエトリーオープンマイクを主催。2018年、国民文化祭「現代詩の朗読」企画で講師を務める。
2020年、コロナ禍となりオンライン・ポエトリーオープンマイクを広めると共に配信イベントなどに出演。
2021年、第三詩集『h-moll』が発売直後から大きな話題となり、『婦人公論』やYahoo!ニュースに書評が掲載されるなど詩の枠組みを超えた評価を得る。詩集リリースイベントには、伊藤比呂美や広瀬大志、宮尾節子、Vtuberキヌが出演し『現代詩手帖』でも大きく取り上げられた。ラジオや野外フェスの出演、音声コンテンツの活用など、その活動の幅は広い。
2022年7月30日には、和合亮一たちとのユニット「#礫の楽音」で国際芸術祭「あいち2022」オープニング・イベントに出演し朗読と鼎談のパフォーマンスを行った。11月、九州詩人祭では木下龍也、岡野 大嗣と三人で鼎談を行った。参加した誌面上のフェス「胎動短歌」シリーズが大きな話題に。
2023年3月15日からoncyberを利用したメタバース美術館にて初個展「平川綾真智NFT現代詩展 転調するために」開催。動員数がoncyberカテゴリーで世界一位に輝く。関連イベント「ポエットVR」はメタバース空間でアバターを着ての鼎談と朗読という先駆的試みで大きな話題に。「渋谷のポエトリーラジオ」の担当コーナー「あやまちの日」が一周年を迎える。音声プラットフォーム「Voicy」のパーソナリティに就任。番組「詩人・平川綾真智の文学 今日は何の日」スタート。
2024年1月に新たな詩の潮流を興す団体「poetry interface」を旗揚げ。

## シュルレアリスムと音楽
アンドレ・ブルトンがはじめたシュルレアリスム運動には音楽はないというのが定説であり、それ以上語られることがなかったが、どうしてその説が唱えられるようになったのかを研究している。
「シュルレアリスム」の語をつくったアポリネールやサティの関わりなど、シュルレアリスムと音楽について体系的な研究を行っている非常にめずらしい存在。 　

## その他
- 日本現代詩人会webスタッフ、日本詩人クラブ会員、熊本文学隊隊員、「詩と真実」同人、詩誌『みなみのかぜ』所属、熊本県詩人会会員、近代文学舘友の会会員、熊本現代美術館朗読の夕べ参加メンバーである[12][13]。

- 文学極道発起人のひとりであり、第五代代表。

- 「アイドル活動をした初めての詩人」○○日後に解散するイケカテのメンバー[14]。

- ファンクラブが存在する日本初[要出典]の詩人。

- 2021年12月から、和合亮一とikomaと、「礫の楽音」を開始。

初回視聴数は１ヶ月で5000を超え、Vol.4では同時閲覧104人、翌日には視聴数5000人超えた。現代詩手帖(思潮社)にも取り上げられ、2022年5月には『礫の朗読』で投稿された30作品が記載予定(2022年3月現在)。

## 著作
- 『市内2丁目のアパートで』(2002年、詩学社)

- 現代詩の新鋭シリーズ10『202.』（2009年、土曜美術社）

- 『h-moll』(2021年、思潮社)